# 1125 (szám)
Az 1125 (római számmal: MCXXV) az 1124 és 1126 között található természetes szám.

## A szám a matematikában
A tízes számrendszerbeli 1125-ös a kettes számrendszerben 10001100101, a nyolcas számrendszerben 2145, a tizenhatos számrendszerben 465 alakban írható fel.
Az 1125 páratlan szám, összetett szám. Kanonikus alakja 32 · 53, normálalakban az 1,125 · 103 szorzattal írható fel. Tizenkét osztója van a természetes számok halmazán, ezek növekvő sorrendben: 1, 3, 5, 9, 15, 25, 45, 75, 125, 225, 375 és 1125.
Négyzetteljes szám, de nem teljes hatvány, ezért Achilles-szám.
Az 1125 húsz szám valódiosztó-összegeként áll elő, ezek közül legkisebb az 1683.

## Csillagászat
- 1125 China kisbolygó